# VMFA-225
225ème Escadron de chasseur d'attaque (USMC)
Le Marine Fighter Attack Squadron 225 ou VMFA-225 est un escadron de chasseurs d'attaque F-35 Lightning II du Corps des Marines des États-Unis, actuellement composé d'avions de combat furtifs STOVL F-35 Lightning II. Connu sous le nom de "Vikings", l'escadron est basé à la Marine Corps Air Station Yuma en Arizona et relève du commandement du Marine Aircraft Group 13 (MAG-13) et de la 3rd Marine Aircraft Wing (3rd MAW).

## Historique

### Origine

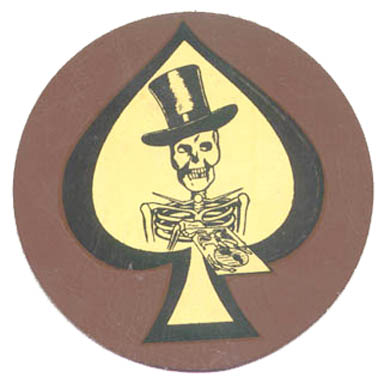
Insigne du VMF225

Le 'Marine Fighting Squadron 225 (VMFA-225) a été mis en service le 1er janvier 1943 à la Marine Corps Air Station Mojave, en Californie. D'août 1944 à janvier 1945, les F4U Corsair du VMF-225 participent à de nombreuses opérations de combat dans les îles des Nouvelles-Hébrides.
De retour aux États-Unis en février 1945, le VMF-225 a finalement été stationné à la Marine Corps Air Station Cherry Point, en Caroline du Nord, avec une base provisoire au MCAAS Mojave et au MCAS Santa Ana en Californie, et au MCAS Edenton en Caroline du Nord.

### Guerre du Vietnam

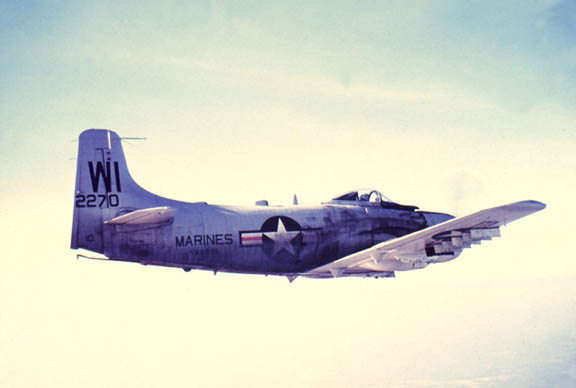
AD-4B Intruder du VMA-225

Au début des années 1960, l'escadron a été formé pour la livraison des armes nucléaires Le 1er juin 1965, les A-4 Skyhawks du VMA-225 ont été les premiers avions tactiques à atterrir à la Chu Lai Air Base (en) pour participer à des opérations de combat contre les forces du Việt Cộng au Sud-Vietnam.
Le VMA-225 est retourné au MCAS Cherry Point en octobre 1965. En avril 1966, l'A-6 Intruder a remplacé l'A-4 Skyhawk. L'escadron a été renommé (VMA(AW)-225). Alors qu'il était stationné au MCAS Cherry Point, le VMA(AW)-225 a fourni un soutien aérien aux unités de la 2e division des Marines de la  Fleet Marine Force d'Atlantique. En janvier 1969, le VMA(AW)-225 s'est déployé sur la base aérienne de Da Nang, au Vietnam. La mission principale du Marine All Weather Attack Squadron 225 était de fournir un appui aérien rapproché et un appui aérien direct aux éléments terrestres des forces alliées dans la région de la I Corp au Sud-Vietnam. L'escadron a aussi participé à l'interdiction des camions sur la piste Hô Chi Minh en Asie du Sud-Est. En mai 1971, le VMA(AW)-225 est retourné au MCAS El Toro, en Californie, et l'escadron a été désactivé le 15 juin 1972.

### Guerre du Golfe et les années 1990
L'escadron a été réactivé le 1er juillet 1991 au MCAS El Toro, en Californie, et renommé Marine All Weather Fighter Attack Squadron 225 (VMFA(AW)-225).

### Guerre mondiale contre le terrorisme à maintenant

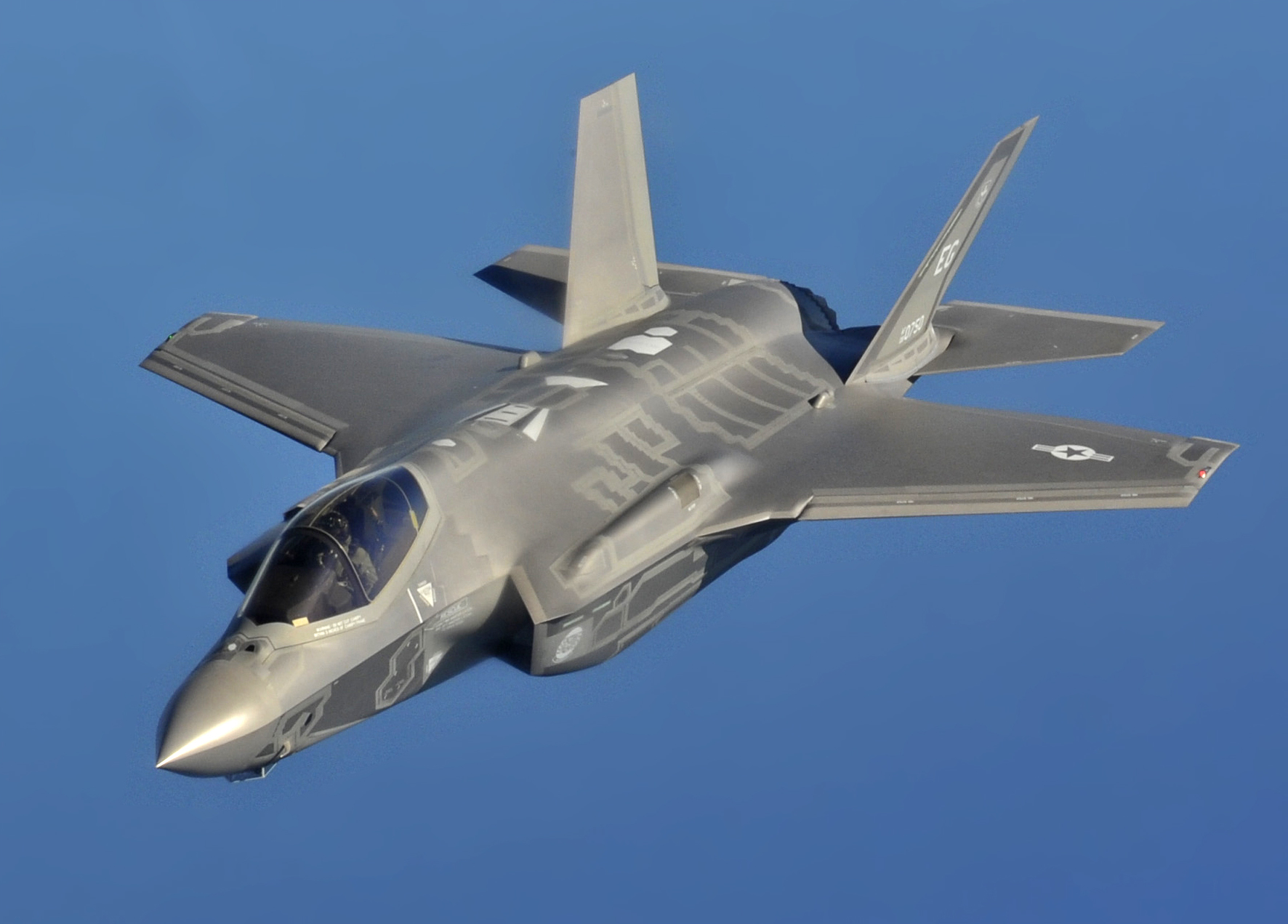
F-35A Lightning II

Le VMFA(AW)-225 a été le premier escadron de chasse du Corps des Marines déployé au Moyen-Orient dans le cadre de l'Opération Iraqi Freedom. L'escadron a été déployé en janvier 2003 à la Ahmad al-Jaber Air Base (en) au Koweït pour participer à l'Opération Southern Watch. En mars 2003, l'escadron a continué à effectuer des sorties de combat à l'appui de l'Opération Iraqi Freedom. D'autres membres du Marine Aircraft Group 1 se sont joints au VMFA (AW)-225 à l'appui de l'OIF en 2007-2008 à la base aérienne Al-Asad en Irak.
Les Vikings ont effectué leur dernier vol sur F/A-18 Hornet le 23 janvier 2020 pour passer au F-35B Lightning II.